# Утренняя улица (Москва)
Утренняя у́лица (название утверждено 3 мая 1965 года) — улица в Восточном административном округе города Москвы на территории районов Перово и Новогиреево. Проходит от 1-й Владимирской улицы до Новогиреевской улицы. Нумерация домов начинается от 2-й Владимирской улицы.

## Происхождение названия
Абстрактное название с положительным смыслом.

## История
Бывшая Коммунистическая улица города Перово, переименована в 1965 году для устранения одноименности после присоединения города Перово к Москве.

## Здания и сооружения
По нечётной стороне:
- дом № 1 — Детский сад № 1617
- дом № 5 — Детский сад № 527

По чётной стороне:
- дом № 12 — Центр образования № 2072 (бывшая школа № 792)

## Транспорт
Улица с односторонним движением транспорта, направление движения от 1-й Владимирской улицы в сторону Новогиреевской улицы. Общественный транспорт не ходит.